# Панкратій (Тарнавський)

За Божественною Літургією у Володимирівському соборі м.Києва.

Єпископ на спокої Панкратій (в миру Тарнавський Тарас Володимирович) (13 квітня 1964 — 27 серпня 2009, Раковець Пустомитівський район Львівської обл.) —священник Української православної церкви Київського патріархату.

## Біографія
Народився у Львові.
У 1982–1984 роках — служба у Радянській армії.
1984 по 1987 рік навчався у Ленінградській духовній семінарії.
27 липня 1997 р. Патріархом Філаретом рукоположений в сан єпископа Вінницького і Брацлавського УПЦ КП. 4 квітня 2000 р. Священним синодом УПЦ КП звільнений із керівництва Вінницькою єпархією і призначений на спокій. 26 липня 2003 р. Священним синодом УПЦ КП призначений єпископ Васильківським, вікарієм Київської єпархії УПЦ КП. 20 жовтня 2006 року звільнений на спокій Священним синодом УПЦ КП.
27 серпня 2009 року помер від серцевого нападу.
Похований на території церкви Покрови Пресвятої Богородиці (біля цвинтаря) с. Раковець. 
У нижній частині надгробної плити на могилі Владики є надпис: «Я є воскресіння і життя. Хто вірує в Мене, Хоч і вмре, житиме.» (Івана 11.25).